# Lista de aeronaves militares da Alemanha durante a Segunda Guerra Mundial

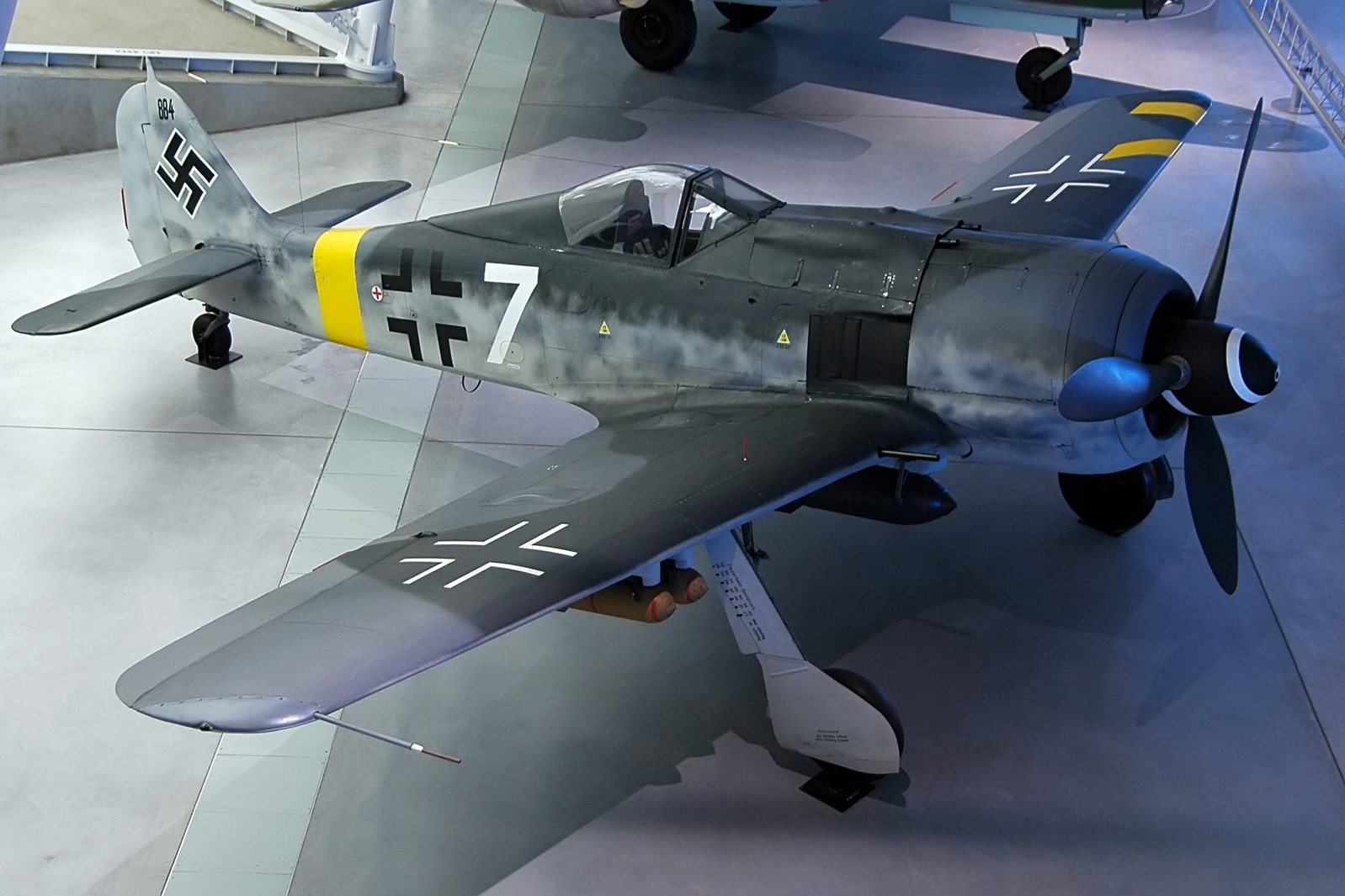
Fw 190 F

Esta é uma lista das aeronaves militares usadas pela Luftwaffe durante a Segunda Guerra Mundial, de 1939 a 1945. As designações numéricas foram classificadas pelo Ministério da Aviação do Reich (RLM).
A Luftwaffe existiu oficialmente entre 1933 e 1935, porém o treino de vários dos seus pilotos, incluindo alguns dos melhores, havia começado nos anos 20, antes dos Nacional-socialistas alcançarem o poder, e muitas das aeronaves fabricadas no período entreguerras foram usadas durante a guerra. A lista destaca as principais aeronaves usadas e também inclui aeronaves pouco utilizadas. As aeronaves que deixaram de ser usadas após 1938 foram excluídas da lista, assim como projectos que nunca saíram do papel e outras aeronaves que nunca chegaram a voar.
A utilidade de cada uma das aeronaves está disposta consoante o seu uso durante a guerra - muitas aeronaves tornaram-se obsoletas antes da guerra começar, porém foram pilotadas durante a mesma como aeronaves de treino. As aeronaves capturadas estão listadas em separado, pois muitas foram apenas pilotadas para avaliação, sendo que algumas chegaram também a servir como aviões de treino; contudo, um pequeno número foi mesmo usada operacionalmente, em missões especiais. A lista com todas as aeronaves usadas e classificadas de 1933 a 1945 pode ser encontrada na lista de aeronaves do RLM.

## Aeronaves da Luftwaffe
As principais aeronaves usadas estão destacadas, e as mais produzidas têm o nome a negrito.
| RLM # | Aeronave                            | Tipo                         | Estado de produção | Construídos ou Usados | 1º Voo | Notas                                                                    | Refs  |
| ----- | ----------------------------------- | ---------------------------- | ------------------ | --------------------- | ------ | ------------------------------------------------------------------------ | ----- |
| 192   | AGO Ao 192 Kurier                   | transporte                   | produzido          | 6                     | 1935   | transporte VIP                                                           |       |
| 68    | Arado Ar 68                         | treino/caça nocturno         | produzido          | 511                   | 1934   | biplano, obsoleto em 1939                                                |       |
| 76    | Arado Ar 76                         | treino                       | produzido          | 189                   | 1934   | biplano                                                                  |       |
| 80    | Arado Ar 80                         | experimental                 | protótipo          | 3                     | 1935   | usado em testes                                                          |       |
| 95    | Arado Ar 95                         | treino                       | produzido          | 27                    | 1936   | hidroavião, construído para exportação                                   |       |
| 96    | Arado Ar 96                         | treino                       | produzido          | 2891                  | 1938   |                                                                          |       |
| 196   | Arado Ar 196                        | reconhecimento               | produzido          | 541                   | 1937   | Hidroavião                                                               | [ 1 ] |
| 197   | Arado Ar 197                        | caça                         | protótipo          | 3                     | 1937   | derivado do Ar 68                                                        |       |
| 198   | Arado Ar 198                        | reconhecimento               | protótipo          | 1                     | 1938   |                                                                          |       |
| 199   | Arado Ar 199                        | treino                       | protótipo          | 2                     | 1939   | hidroavião                                                               |       |
| 213   | Arado Ar 231                        | reconhecimento               | protótipo          | 6                     | 1940   | tem asas dobráveis                                                       |       |
| 232   | Arado Ar 232 Tausendfüßler          | transporte                   | produzido          | 20                    | 1941   |                                                                          |       |
| 234   | Arado Ar 234 Blitz                  | reconhecimento/bombardeiro   | produzido          | 210                   | 1943   | avião a jacto                                                            | [ 2 ] |
| 240   | Arado Ar 240                        | caça                         | protótipo          | 14                    | 1940   |                                                                          |       |
| 440   | Arado Ar 440                        | caça                         | protótipo          | 4                     | 1942   | 1 convertido a partir do Ar 240                                          |       |
| 349   | Bachem Ba 349 Natter                | interceptor                  | produzido          | 36                    | 1945   | avião a foguete, apenas um voo efectuado                                 |       |
| 40    | Blohm & Voss BV 40 Ersatzjäger      | interceptor                  | protótipo          | 7                     | 1944   | planador                                                                 |       |
| 138   | Blohm & Voss BV 138 Seedrache       | patrulha marítima            | produzido          | 297                   | 1937   | hidroavião                                                               | [ 3 ] |
| 139   | Blohm & Voss Ha 139                 | transporte                   | protótipo          | 3                     | 1936   | hidroavião de longo alcance                                              |       |
| 140   | Blohm & Voss Ha 140                 | patrulha marítima            | protótipo          | 3                     | 1937   | hidroavião                                                               |       |
| 141   | Blohm & Voss BV 141                 | reconhecimento               | protótipo          | 28                    | 1938   | assimétrico                                                              |       |
| 142   | Blohm & Voss BV 142                 | patrulha marítima/transporte | protótipo          | 4                     | 1938   |                                                                          |       |
| 144   | Blohm & Voss BV 144                 | transporte                   | protótipo          | 1                     | 1944   |                                                                          |       |
| 155   | Blohm & Voss BV 155                 | interceptor                  | protótipo          | 3                     | 1944   |                                                                          |       |
| 222   | Blohm & Voss BV 222 Wiking          | transporte                   | produzido          | 13                    | 1940   | hidroavião                                                               |       |
| 238   | Blohm & Voss BV 238                 | patrulha marítima            | protótipo          | 1                     | 1944   | hidroavião, foi a maior aeronave construída e pilotada pelo Eixo         |       |
| 131   | Bücker Bü 131 Jungmann              | treino                       | produzido          | 5000+                 | 1934   | biplano, também usado em ataques nocturnos                               |       |
| 133   | Bücker Bü 133 Jungmeister           | treino                       | produzido          | 250+                  | 1935   | biplano acrobático                                                       |       |
| 180   | Bücker Bü 180 Student               | treino                       | produzido          | 50                    | 1937   |                                                                          |       |
| 181   | Bücker Bü 181 Bestmann              | treino                       | produzido          | 3400                  | 1939   |                                                                          |       |
| 182   | Bücker Bü 182 Kornett               | treino                       | protótipo          | 4                     | 1938   |                                                                          |       |
| 313   | Caproni Ca.313G                     | treino                       | produzido          | 164                   | 1939   | comprado à Itália                                                        |       |
| 38    | DFS SG 38 Schulgleiter              | treino                       | produzido          | 10000+                | 1938   | planador                                                                 |       |
| 228   | DFS 228                             | reconhecimento               | protótipo          | 2                     | 1944   | avião a foguete, apenas pilotado em voos com motor desligado             |       |
| 230   | DFS 230                             | transporte                   | produzido          | 1600+                 | 1937   | planador                                                                 | [ 4 ] |
| 331   | DFS 331                             | transporte                   | protótipo          | 1                     | 1942   | planador                                                                 |       |
| 12    | Dornier Do 12 Libelle               | treino                       | protótipo          | 1                     | 1932   | hidroavião                                                               |       |
| 16    | Dornier Do 16 Wal                   | treino                       | produzido          | 46                    | 1922   | hidroavião, a maior parte foi retirada de serviço em 1939                |       |
| 17    | Dornier Do 17 Fliegender Bleistift  | bombardeiro/caça nocturno    | produzido          | 2139                  | 1934   |                                                                          |       |
| 18    | Dornier Do 18                       | patrulha marítima            | produzido          | 170                   | 1935   | hidroavião                                                               |       |
| 19    | Dornier Do 19                       | transporte                   | protótipo          | 3                     | 1936   | apenas um voou, construído como bombardeiro pesado                       |       |
| 22    | Dornier Do 22                       | patrulha marítima            | produzido          | 4                     | 1938   | construído para exportação                                               |       |
| 23    | Dornier Do 23                       | bombardeiro                  | produzido          | 282                   | 1934   | retirado antes da invasão da Polónia                                     |       |
| 24    | Dornier Do 24                       | patrulha marítima            | produzido          | 218                   | 1937   | hidroavião, construído para exportação                                   |       |
| 26    | Dornier Do 26                       | reconhecimento               | produzido          | 6                     | 1938   | hidroavião de longo alcanço                                              |       |
| 215   | Dornier Do 215 Fliegender Bleistift | bombardeiro/caça nocturno    | produzido          | 105                   | 1938   |                                                                          |       |
| 217   | Dornier Do 217 Fliegender Bleistift | bombardeiro/caça nocturno    | produzido          | 1925                  | 1938   |                                                                          |       |
| 317   | Dornier Do 317                      | bombardeiro                  | protótipo          | 6                     | 1943   | Bombardeiro B                                                            |       |
| 335   | Dornier Do 335 Pfeil                | caça/bombardeiro             | produzido          | 37                    | 1943   | avião com motores puxa-empurra                                           |       |
| 5     | Fieseler Fi 5                       | treino                       | produzido          | 29+                   | 1933   | avião desportivo                                                         |       |
| 103   | Fieseler Fi 103R Reichenberg        | bomba guiada                 | produzido          | 175                   | 1944   | variante tripulada do V-1                                                |       |
| 156   | Fieseler Fi 156 Storch              | reconhecimento               | produzido          | 2867                  | 1936   |                                                                          |       |
| 167   | Fieseler Fi 167                     | bombardeiro                  | produzido          | 14                    | 1938   | biplano                                                                  |       |
| 256   | Fieseler Fi 256                     | transporte                   | protótipo          | 6 - 9                 | 1941   |                                                                          |       |
| 184   | Flettner Fl 184                     | reconhecimento               | protótipo          | 1                     | 1936   | helicóptero                                                              |       |
| 282   | Flettner Fl 282 Kolibri             | reconhecimento               | produzido          | 24                    | 1941   | helicóptero                                                              |       |
| 223   | Focke-Achgelis Fa 223 Drache        | transporte                   | produzido          | 20                    | 1940   | helicóptero                                                              |       |
| 330   | Focke-Achgelis Fa 330               | reconhecimento               | produzido          | 200                   | 1942   | autogiro                                                                 |       |
| 152   | Focke-Wulf Ta 152                   | caça                         | produzido          | 49                    | 1944   | versão evoluída do Fw 190, desenvolvimento reduzido                      |       |
| 154   | Focke-Wulf Ta 154 Moskito           | caça nocturno                | produzido          | 30+                   | 1943   | desenvolvimento reduzido                                                 |       |
| 44    | Focke-Wulf Fw 44 Stieglitz          | treino                       | produzido          | 1700+                 | 1932   | biplano, exportado                                                       |       |
| 56    | Focke-Wulf Fw 56 Stösser            | treino                       | produzido          | 1000+                 | 1933   |                                                                          |       |
| 58    | Focke-Wulf Fw 58 Weihe              | treino                       | produzido          | 1350                  | 1935   |                                                                          |       |
| 61    | Focke-Wulf Fw 61                    | experimental                 | protótipo          | 2                     | 1936   | helicóptero                                                              |       |
| 62    | Focke-Wulf Fw 62                    | reconhecimento               | protótipo          | 4                     | 1937   | biplano                                                                  |       |
| 186   | Focke-Wulf Fw 186                   | reconhecimento               | protótipo          | 1                     | 1937   | autogiro                                                                 |       |
| 187   | Focke-Wulf Fw 187 Falke             | caça                         | protótipo          | 9                     | 1937   |                                                                          |       |
| 189   | Focke-Wulf Fw 189 Uhu               | reconhecimento               | produzido          | 864                   | 1938   |                                                                          |       |
| 190   | Focke-Wulf Fw 190 Würger            | caça                         | produzido          | 20000+                | 1939   | amplamente usado e alguns exportados                                     |       |
| 191   | Focke-Wulf Fw 191                   | bombardeiro                  | protótipo          | 3                     | 1942   | Bombardeiro B                                                            |       |
| 200   | Focke-Wulf Fw 200 Condor            | patrulha marítima/transporte | produzido          | 276                   | 1937   | originalmente para transporte aéreo de passageiros, também foi exportado |       |
| 145   | Gotha Go 145                        | treino                       | produzido          | 1182                  | 1934   |                                                                          |       |
| 146   | Gotha Go 146                        | transporte                   | protótipo          | 4                     | 1936   |                                                                          |       |
| 147   | Gotha Go 147                        | experimental                 | protótipo          | 1                     | 1936   | sem cauda                                                                |       |
| 242   | Gotha Go 242                        | transporte                   | produzido          | 1528                  | 1941   | planador                                                                 |       |
| 244   | Gotha Go 244                        | transporte                   | produzido          | 176                   | 1941   | Go 242 com motores, 133 convertidos                                      |       |
| 345   | Gotha Go 345                        | transporte                   | protótipo          | 1                     | 1944   | planador                                                                 |       |
| 430   | Gotha Ka 430                        | transporte                   | protótipo          | 12                    | 1943   | planador                                                                 |       |
| 46    | Heinkel He 46                       | treino                       | produzido          | 512                   | 1931   | biplano de reconhecimento obsoleto                                       |       |
| 50    | Heinkel He 50                       | reconhecimento/bombardeiro   | produzido          | 78                    | 1931   | biplano                                                                  |       |
| 51    | Heinkel He 51                       | treino                       | produzido          | 700                   | 1933   | caça obsoleto                                                            |       |
| 59    | Heinkel He 59                       | reconhecimento               | produzido          | 144                   | 1931   | hidroavião biplano                                                       |       |
| 60    | Heinkel He 60                       | reconhecimento               | produzido          | 205                   | 1933   | biplano                                                                  |       |
| 70    | Heinkel He 70 Blitz                 | transporte                   | produzido          | 15                    | 1932   |                                                                          |       |
| 72    | Heinkel He 72 Kadett                | treino                       | produzido          | 2000+                 | 1933   |                                                                          |       |
| 100   | Heinkel He 100                      | caça                         | produzido          | 25                    | 1938   | também designado He 113                                                  |       |
| 111   | Heinkel He 111                      | bombardeiro/transporte       | produzido          | 5656                  | 1935   | várias unidades exportadas                                               |       |
| 112   | Heinkel He 112                      | caça                         | produzido          | 104                   | 1935   |                                                                          |       |
| 114   | Heinkel He 114                      | reconhecimento               | produzido          | 29+                   | 1936   | hidrovião                                                                |       |
| 115   | Heinkel He 115                      | bombardeiro                  | produzido          | 138                   | 1937   | hidroavião, alguns exportados                                            |       |
| 116   | Heinkel He 116                      | reconhecimento               | protótipo          | 14                    | 1937   |                                                                          |       |
| 119   | Heinkel He 119                      | bombardeiro                  | protótipo          | 8                     | 1937   |                                                                          |       |
| 162   | Heinkel He 162 Spatz                | caça                         | produzido          | 320                   | 1944   | avião a jacto, Volksjäger                                                |       |
| 172   | Heinkel He 172                      | treino                       | protótipo          | 1                     | 1934   |                                                                          |       |
| 177   | Heinkel He 177 Greif                | bombardeiro                  | produzido          | 1169                  | 1939   | teve problemas nos motores até sofrer um grande re-desenvolvimento       |       |
| 219   | Heinkel He 219 Uhu                  | caça nocturno                | produzido          | 300+                  | 1942   |                                                                          |       |
| 274   | Heinkel He 274                      | high-altitude bombardeiro    | protótipo          | 2                     | n/a    |                                                                          |       |
| 280   | Heinkel He 280                      | caça                         | protótipo          | 9                     | 1940   | avião a jacto                                                            |       |
| 123   | Henschel Hs 123                     | ataque ao solo               | produzido          | 250                   | 1935   |                                                                          |       |
| 125   | Henschel Hs 125                     | treino                       | protótipo          | 2                     | 1934   |                                                                          |       |
| 126   | Henschel Hs 126                     | reconhecimento               | produzido          | 600+                  | 1936   |                                                                          |       |
| 127   | Henschel Hs 127                     | bombardeiro                  | protótipo          | 2                     | 1937   |                                                                          |       |
| 128   | Henschel Hs 128                     | experimental                 | protótipo          | 2                     | 1939   | avião de testes em grandes altitudes                                     |       |
| 129   | Henschel Hs 129                     | ataque ao solo               | produzido          | 865                   | 1939   |                                                                          |       |
| 130   | Henschel Hs 130                     | bombardeiro                  | protótipo          | 13                    | 1939   | grandes altitudes                                                        |       |
| 229   | Horten Ho 229                       | caça                         | protótipo          | 3                     | 1944   | asa voadora a jacto, nunca pilotada com motores ligados                  |       |
| n/a   | Junkers W34                         | treino                       | produzido          | 2024                  | 1926   | avião de transporte dos anos 20                                          |       |
| 52    | Junkers Ju 52 Tante Ju              | transporte                   | produzido          | 4845                  | 1931   | usado também como bombardeiro na Guerra Civil Espanhola                  |       |
| 86    | Junkers Ju 86                       | bombardeiro/reconhecimento   | produzido          | ?                     | 1934   |                                                                          |       |
| 87    | Junkers Ju 87 Stuka                 | bombardeiro                  | produzido          | 6500                  | 1935   | muitas unidades exportadas                                               |       |
| 88    | Junkers Ju 88                       | bombardeiro/caça nocturno    | produzido          | 15183                 | 1936   |                                                                          |       |
| 89    | Junkers Ju 89                       | transporte                   | protótipo          | 2                     | 1937   | originalmente um Bombardeiro Ural                                        |       |
| 90    | Junkers Ju 90                       | bombardeiro                  | produzido          | 18                    | 1937   |                                                                          |       |
| 188   | Junkers Ju 188 Rächer               | bombardeiro                  | produzido          | 1234                  | 1940   |                                                                          |       |
| 252   | Junkers Ju 252                      | transporte                   | produzido          | 15                    | 1942   |                                                                          |       |
| 287   | Junkers Ju 287                      | bombardeiro                  | protótipo          | 2                     | 1944   | avião a jacto                                                            |       |
| 288   | Junkers Ju 288                      | bombardeiro                  | protótipo          | 22                    | 1940   | Bombardeiro B                                                            |       |
| 290   | Junkers Ju 290                      | patrulha marítima/transporte | produzido          | 65                    | 1942   |                                                                          |       |
| 322   | Junkers Ju 322 Mammut               | transporte                   | protótipo          | 2                     | 1941   | planador                                                                 |       |
| 352   | Junkers Ju 352 Herkules             | transporte                   | produzido          | 50                    | 1943   |                                                                          |       |
| 388   | Junkers Ju 388                      | reconhecimento/bombardeiro   | produzido          | 101+                  | 1943   | variantes planeadas para serem caças                                     |       |
| 390   | Junkers Ju 390                      | bombardeiro                  | protótipo          | 2                     | 1943   | Amerika Bomber                                                           |       |
| 31    | Klemm Kl 31                         | treino                       | produzido          | ?                     | 1931   |                                                                          |       |
| 35    | Klemm Kl 35                         | treino                       | produzido          | 2000+                 | 1935   | avião desportivo                                                         |       |
| 36    | Klemm Kl 36                         | transporte                   | produzido          | 12                    | 1934   |                                                                          |       |
| 108   | Messerschmitt Bf 108 Taifun         | treino                       | produzido          | 885                   | 1934   | muitas unidades exportadas                                               |       |
| 109   | Messerschmitt Bf 109                | caça                         | produzido          | 33984                 | 1935   | muitas unidades exportadas                                               |       |
| 110   | Messerschmitt Bf 110 Zerstörer      | caça                         | produzido          | 6170                  | 1936   |                                                                          |       |
| 162   | Messerschmitt Bf 162 Jaguar         | bombardeiro                  | protótipo          | 3                     | 1937   |                                                                          |       |
| 163   | Messerschmitt Bf 163                | reconhecimento               | protótipo          | 1                     | 1938   |                                                                          |       |
| 163   | Messerschmitt Me 163 Komet          | interceptor                  | produzido          | 370                   | 1944   | único avião a foguete usado operacionalmente na história                 |       |
| 209   | Messerschmitt Me 209                | racer                        | protótipo          | 4                     | 1938   |                                                                          |       |
| 209   | Messerschmitt Me 209-II             | caça                         | protótipo          | 4                     | 1943   |                                                                          |       |
| 210   | Messerschmitt Me 210                | caça                         | produzido          | 108                   | 1939   |                                                                          |       |
| 261   | Messerschmitt Me 261 Adolfine       | reconhecimento               | protótipo          | 3                     | 1940   |                                                                          |       |
| 262   | Messerschmitt Me 262 Schwalbe       | caça                         | produzido          | 1400+                 | 1941   | avião a jacto                                                            |       |
| 263   | Messerschmitt Me 263                | interceptor                  | protótipo          | 1                     | 1944   | avião a foguete                                                          |       |
| 264   | Messerschmitt Me 264 Amerika        | bombardeiro                  | protótipo          | 3                     | 1942   |                                                                          |       |
| 309   | Messerschmitt Me 309                | caça                         | protótipo          | 4                     | 1942   |                                                                          |       |
| 321   | Messerschmitt Me 321 Gigant         | transporte                   | produzido          | 200                   | 1941   | planador                                                                 |       |
| 323   | Messerschmitt Me 323 Gigant         | transporte                   | produzido          | 198                   | 1942   | versão do Me 321 com motores                                             |       |
| 328   | Messerschmitt Me 328                | caça                         | protótipo          | 9                     | 1944   | pulso-reactor                                                            |       |
| 410   | Messerschmitt Me 410 Hornisse       | caça/reconhecimento          | produzido          | 1189                  | 1942   | versão evoluída do Me 210                                                |       |
| 104   | Siebel Fh 104 Hallore               | transporte                   | produzido          | 46                    | 1937   |                                                                          |       |
| 201   | Siebel Si 201                       | reconhecimento               | protótipo          | 2                     | 1938   |                                                                          |       |
| 202   | Siebel Si 202 Hummel                | treino                       | produzido          | 66                    | 1938   | avião desportivo                                                         |       |
| 204   | Siebel Si 204                       | treino                       | produzido          | 1216                  | 1940   | também usado para transporte aéreo                                       |       |

## Aeronaves capturadas
| Nome                        | Origem                               | Usado como          | Quantidade capturada | Notas                                                      |
| --------------------------- | ------------------------------------ | ------------------- | -------------------- | ---------------------------------------------------------- |
| Avia B-534                  | Checoslováquia                       | treino              |                      | Três unidades modificadas - várias vendidas                |
| Avia B-71                   | Checoslováquia                       | bombardeiro         |                      |                                                            |
| Bloch M.B.175               | França                               | bombardeiro         |                      |                                                            |
| Bloch M.B.151               | França                               | caça/treino         |                      |                                                            |
| Boeing B-17 Flying Fortress | Estados Unidos                       | operações especiais |                      | Usado por unidades especiais como a KG 200                 |
| Caudron C.445 Goéland       | França                               | transporte          |                      |                                                            |
| Curtiss H-75 Hawk           | França e Noruega                     | caça                |                      | Alguns vendidos à Finlândia                                |
| Dewoitine D.520             | França                               | treino              | 182                  | Alguns vendidos                                            |
| Douglas 8A-3N               | Países Baixos                        | treino              |                      |                                                            |
| Douglas DC-2                | Países Baixos                        | transporte          | 3                    |                                                            |
| Fokker C.V                  | Vários países                        | treino              |                      |                                                            |
| Fokker C.X                  | Países Baixos                        | treino              |                      |                                                            |
| Fokker D.XXI                | Países Baixos                        | treino              |                      |                                                            |
| Fokker T.VIII               | Países Baixos                        | patrulha marítima   |                      | hidroavião                                                 |
| Fokker G.I                  | Países Baixos                        | treino              |                      | alguns usados para treinar tripulações do Bf 110           |
| Gloster Gladiator           | URSS                                 | treino              | 1                    | capturado aos soviéticos, planador                         |
| Hawker Hurricane            | França, Jugoslávia e África do Norte | familiarização      |                      | nunca usado em combate                                     |
| Ilyushin Il-2               | URSS                                 |                     |                      | nunca usado                                                |
| Macchi MC.202               | Itália                               | treino              | 47                   | usado a partir de 1943; alguns transferidos para a Croácia |
| Mikoyan-Gurevich MiG-3      | URSS                                 |                     |                      | houve tentativa para vender alguns à Finlância             |
| Morane-Saulnier M.S.230     | França                               | treino              |                      |                                                            |
| Morane-Saulnier M.S.406     | França                               | treino              | 46+                  | 25 unidades vendidas à Finlândia em 1941                   |
| North American NAA 57       | França                               | treino              |                      |                                                            |
| North American NAA 64       | França                               | treino              |                      |                                                            |
| PZL.37 Łoś                  | Polónia                              | n/a                 |                      | testado mas nunca usado                                    |
| Rogožarski IK-3             | Jugoslávia                           | caça                |                      |                                                            |
| Reggiane Re.2002            | Itália                               | caça                | 25                   |                                                            |
| Savoia-Marchetti SM.79      | Itália                               | transporte          |                      | usado a partir 1943                                        |
| Zlín Z-XII & 212            | Checoslováquia                       | treino              |                      |                                                            |